# Рено Михайло Олександрович
Барон Миха́йло Олекса́ндрович Рено́ (22 березня 1862, Миколаїв, Херсонська губернія, Російська імперія — 10 лютого 1932, Палич, Воєводина, Югославія) — російський офіцер, громадський та політичний діяч. Землевласник Херсонської губернії. Депутат Державної думи III скликання від Одеси.

## Життєпис
Народився 1862 року. Належав до дворянства Херсонської губернії.

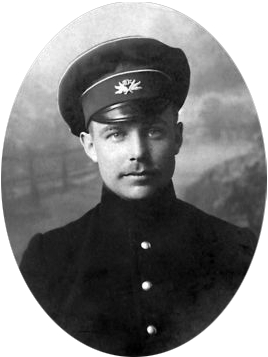
Рено в роки навчання в реальному училищі

1879 року закінчив Олександрівське реальне училище в Миколаєві, після чого вступив до Михайлівського артилерійського училища в Санкт-Петербурзі, яке закінчив 1881 року у званні офіцера. Після завершення військової служби проживав у Миколаєві (вулиця Велика Морська, 18). Володів 7229 десятинами землі в Херсонській губернії та будинком на Французькому бульварі в Одесі.
Обирався гласним Одеської міської думи, Одеського повітового та Херсонського губернського земських зібрань, почесним мировим суддею. У вересні 1907 року обраний предводителем дворянства Одеського повіту. З 1 січня 1911 року мав чин дійсного статського радника. Член попечительської ради Одеських вищих жіночих медичних курсів.
5 вересня 1910 року обраний депутатом Державної думи Російської імперії III скликання від Одеси замість Аркадія Бродського, що склав повноваження. Увійшов до Групи незалежних націоналістів Павла Крупенського.
Після поразки білогвардійців у громадянській війні в Росії виїхав до Королівства Сербів, Хорватів і Словенців. Помер 10 лютого 1932 року в місті Палич у Воєводині.

## Родина
Одружений з Оленою Федорівною Артюховою, мав чотирьох дітей:
- Федір (1888—1964);
- Михайло (1891—1971);
- Одеса (1894—?);
- Тетяна (1898—?).

## Нагороди
- Орден Святої Анни II ступеня (1907)
- Орден Святого Володимира III ступеня (1913)
- Найвища вдячність (1915)
- Орден Святого Станіслава I ступеня (1915)
- Медаль «У пам'ять царювання імператора Олександра III»
- Медаль «У пам'ять коронації Імператора Миколи II»
- Медаль Червоного Хреста «У пам'ять російсько-японської війни»[ru]
- Медаль «У пам'ять 200-річчя Полтавської битви»
- Медаль «У пам'ять 100-річчя Вітчизняної війни 1812 року»[ru]
- Медаль «У пам'ять 300-річчя царювання дому Романових»[6]